# Урджарський район
Урджа́рський район (каз. Үржар ауданы, рос. Урджарський район) — адміністративна одиниця у складі Абайської області Казахстану. Адміністративний центр — село Урджар.

## Населення
Населення — 43643 особи (2021; 46270 у 2009, 58277 у 1999, 66251 у 1989).

## Історія
Урджарський район був утворений 1928 року у складі Семипалатинського округу. 2 січня 1963 року було ліквідовано Маканчинський район та приєднано до Урджарського району. 14 травня 1969 року Маканчинський район було відновлено. До його складу увійшли Бахтинська, Подяченська, Жарбулакська, Кіровська, Маканчинська та Петрівська сільради Урджарського району. 23 травня 1997 року Маканчинський район було знову ліквідовано, а його територію передано до Урджарського району. 28 грудня 2023 року було вирішено відновити Маканчинський район з 1 січня 2024 року. Для цього було виділено 11374,66 км² території.

## Склад
До складу району входять 16 сільських округів:
| Поселення                           | Площа, км² | Населення, осіб (1989) | Населення, осіб (1999) | Населення, осіб (2009) | Населення, осіб (2021) | Центр          | Населені пункти |
| ----------------------------------- | ---------- | ---------------------- | ---------------------- | ---------------------- | ---------------------- | -------------- | --------------- |
| Акжарський сільський округ          | -          | 1851                   | 1921                   | 1734                   | 1814                   | Акжар          | 3               |
| Алтиншокинський сільський округ     | -          | 5306                   | 4319                   | 3267                   | 2297                   | Алтиншоки      | 4               |
| Баркитбельський сільський округ     | -          | 3094                   | 2899                   | 2265                   | 1747                   | Баркитбел      | 4               |
| Бестерецький сільський округ        | -          | 3146                   | 3324                   | 3038                   | 2454                   | Бестерек       | 3               |
| Єгінсуський сільський округ         | -          | 2208                   | 2069                   | 1688                   | 1388                   | Єгінсу         | 2               |
| Єлтайський сільський округ          | -          | 2456                   | 2507                   | 1753                   | 1579                   | Єлтай          | 1               |
| Жана-Тілецький сільський округ      | -          | 2656                   | 2099                   | 1827                   | 1529                   | Жана-Тілек     | 2               |
| Жогарги-Єгінсуський сільський округ | -          | 1950                   | 1764                   | 1323                   | 1284                   | Жогарги-Єгінсу | 1               |
| Каракольський сільський округ       | -          | 4593                   | 3470                   | 2475                   | 2079                   | Каракол        | 3               |
| Кокозецький сільський округ         | -          | 2024                   | 1731                   | 1413                   | 1101                   | Кокозек        | 1               |
| Колдененський сільський округ       | -          | 1680                   | 1618                   | 1478                   | 1133                   | Колденен       | 1               |
| Кониршаулинський сільський округ    | -          | 5594                   | 4406                   | 3108                   | 2425                   | Таскескен      | 2               |
| Науалинський сільський округ        | -          | 4926                   | 4403                   | 4056                   | 3075                   | Науали         | 2               |
| Салкинбельський сільський округ     | -          | 2992                   | 2203                   | 1758                   | 721                    | Сегізбай       | 2               |
| Урджарський сільський округ         | -          | 19329                  | 17936                  | 18444                  | 17966                  | Урджар         | 3               |
| Шолпанський сільський округ         | -          | 2446                   | 1608                   | 1412                   | 1051                   | Шолпан         | 1               |

## Найбільші населені пункти
Нижче подано список населених пунктів з чисельністю населення понад 1000 осіб:
| №  | Населений пункт | Населення, осіб (1989) | Населення, осіб (1999) | Населення, осіб (2009) | Населення, осіб (2021) |
| -- | --------------- | ---------------------- | ---------------------- | ---------------------- | ---------------------- |
| 1  | Урджар          | 18058                  | 16830                  | 17320                  | 17296                  |
| 2  | Науали          | 4049                   | 3695                   | 3421                   | 2568                   |
| 3  | Таскескен       | 5279                   | 4225                   | 2999                   | 2404                   |
| 4  | Каракол         | 3063                   | 1569                   | 1160                   | 1695                   |
| 5  | Єлтай           | 2456                   | 2507                   | 1753                   | 1579                   |
| 6  | Бестерек        | 1774                   | 1848                   | 1811                   | 1571                   |
| 7  | Акжар           | 1341                   | 1502                   | 1370                   | 1566                   |
| 8  | Жогарги-Єгінсу  | 1950                   | 1764                   | 1323                   | 1284                   |
| 9  | Жана-Тілек      | 2086                   | 1576                   | 1357                   | 1213                   |
| 10 | Колденен        | 1680                   | 1618                   | 1478                   | 1133                   |
| 11 | Кокозек         | 2024                   | 1731                   | 1413                   | 1101                   |
| 12 | Алтиншоки       | 2570                   | 1961                   | 1463                   | 1068                   |
| 13 | Шолпан          | 1718                   | 1474                   | 1412                   | 1051                   |